# Nacionalno prvenstvo ZDA 1953
Nacionalno prvenstvo ZDA 1953 v tenisu.

## Moški posamično
Tony Trabert :  Vic Seixas  6-3 6-2 6-3

## Ženske posamično
Maureen Connolly Brinker :  Doris Hart  6-2, 6-4

## Moške dvojice
Rex Hartwig /  Mervyn Rose :  Bill Talbert /  Gardnar Mulloy 6–4, 4–6, 6–2, 6–4

## Ženske dvojice
Shirley Fry /  Doris Hart :  Louise Brough /  Margaret Osborne duPont 6–2, 7–9, 9–7

## Mešane dvojice
Doris Hart /   Vic Seixas :  Julia Sampson /  Rex Hartwig 6–2, 4–6, 6–4